# トロイ・ジョンストン
トロイ・マイケル・ジョンストン（Troy Michael Johnston, 1997年6月22日 - ）は、 アメリカ合衆国ワシントン州タコマ出身のプロ野球選手（一塁手）。左投左打。MLBのマイアミ・マーリンズ傘下所属。

## 経歴
2019年のMLBドラフト17巡目（全体501位）でマイアミ・マーリンズから指名され、プロ入り。契約後、傘下のA-級バタビア・マックドッグスでプロデビュー。59試合に出場して打率.277、3本塁打、35打点、1盗塁を記録した。
2020年は新型コロナウイルスの影響でマイナーリーグの試合が開催されなかったため、公式戦の出場は無かった。
2021年はA級ジュピター・ハンマーヘッズとA+級ベロイト・スナッパーズでプレーし、2球団合計で120試合に出場して打率.300、15本塁打、85打点、6盗塁を記録した。オフにはアリゾナ・フォールリーグに参加し、メサ・ソーラーソックスに所属した。
2022年はAA級ペンサコーラ・ブルーワフーズとAAA級ジャクソンビル・ジャンボシュリンプでプレーし、2球団合計で114試合に出場して打率.261、14本塁打、57打点、5盗塁を記録した。

## プレースタイル
打撃は確実性に長け、平均以上のパワーも備える。